# Leopold z Auerspergu
Leopold z Auerspergu (německy Leopold von Auersperg; 30. června 1662 Vídeň – 3. července 1705 Turín) byl česko-rakouský šlechtic z hraběcího rodu Auerspergů a císařský diplomat rakouské monarchie.

## Život
Narodil se ve Vídni jako nejmladší syn Jana Weikharda z Auerspergu, vévody minstrberského. 
Od mládí žil u císařského dvora ve Vídni, kde získal hodnost císařského komorníka. V roce 1689 byl jmenován členem říšské dvorní rady a poté byl pověřován různými diplomatickými úkoly. V letech 1694–1700 byl císařským vyslancem v Londýně. Nejprve na jaře 1694 odjel do Haagu, kde se setkal s Vilémem Oranžským. Poté se jako diplomatický pozorovatel v polních leženích zúčastnil bojových akcí devítileté války, pobýval také v Bruselu a do Londýna dorazil až v listopadu 1694. Anglie a habsburská monarchie tehdy směřovaly ke spojenectví, podle mínění pozdějších historiků ale Auersperg přátelské vztahy ve svých diplomatických zprávách přeceňoval. V roce 1700 se vrátil do Vídně a byl jmenován tajným radou. Když se za války o španělské dědictví k protifrancouzské koalici připojilo Savojsko, byl Auersperg v roce 1703 vyslán do Turína, kde o dva roky později zemřel. 

### Manželství a rodina
Leopold z Auerspergu se dne 20. února 1703 ve Vídni oženil s ovdovělou hraběnkou Zuzanou z Martinic (1670 Vídeň – 3. února 1717), vdovou po hraběti Tomáši Zacheovi Czerninovi z Chudenic (1660 Vídeň – 14. února 1700), za něhož byla provdaná od 28. března 1685 až do jeho smrti. Manželství Leopolda se Zuzanou z Martinic bylo bezdětné, Zuzana ale jako poručnice spravovala za své nezletilé dcery z prvního manželství majetek v Čechách (panství Lnáře). 